# Nan Goldin
Nancy "Nan" Goldin (Washington D.C., 12. rujna 1953.) je američka fotografkinja.
Nan Goldin je umjetnica koja radi na najintimnijoj razini: njezin rad je neodvojivo povezan s njenim životom. Gotovo je nemoguće raspravljati o njezinim fotografijama i ne spomenuti subjekte njenog fotografiranja imenom, koji se doimaju kao da su nečiji članovi obitelji i prijatelji. Upravo je taj intimni i surov stil učinio Nan Goldin svjetski poznatom umjetnicom. Nenamještene snapshot slike njezinih prijatelja – transvestita, ovisnika, ljubavnika i obitelji - su intenzivni, snažni portreti koji, u svojoj cjelini, čine svjedočanstvo života Nan Goldin.
Sama Goldin je komentirala svoj stil i filozofiju fotografiranja, navodeći sljedeće: "Moj rad potječe od snapshot estetike… Snapshot fotografije su snimljene s ljubavlju i da se sjetimo ljudi, mjesta, vremena provedena skupa. One govore o stvaranju povijesti bilježenjem povijesti."

## Život i djelo
Nan Goldin rođena je 12. rujna 1953. godine u Washington D.C.-u. Nedugo nakon toga njena obitelj se preselila u predgrađe Bostona gdje je Goldin provela nekoliko, uglavnom nesretnih, godina života prije nego što je pobjegla od kuće. Godine 1965., kada je Nan imala samo četrnaest godina, njezina je starija sestra Barbara Holly Goldin počinila samoubojstvo. Duboko pogođena tim događajem, Goldin je tražila utjehu u prijateljima, stvarajući si u njima zamjenu za obitelj. Odlučivši da konvencionalan obiteljski život i tradicionalno školovanje nisu za nju Goldin je živjela s mnogim zamjenskim obiteljima te se ubrzo upisala u Satya Community School u Lincolnu, Massachusetts. U Satyji je upoznala dvoje ljudi koji će joj postati dobri prijatelji i osobe koje će na nju utjecati u godinama koje slijede - Davida Armstronga i Suzanne Fletcher.
Kako je sjećanje na njenu sestru počelo blijediti, Goldin je počela fotografirati da bi sačuvala sadašnjost, i samim time sačuvala blijedeće uspomene na prošlost. Fotografirala je prijatelje tako da nikada ne izgubi sjećanje na njih kao što joj se dogodilo sa sestrom. Njezine fotografije bile su način dokumentiranja njihova života, a samim time, za uzvrat, i njenog. U Satyji se njena fascinacija fotografijom počela ozbiljno formirati. Goldin je, zajedno sa svojim prijateljima Armstrongom i Fletcher, koristila fotografiju kao način da prikaže samu sebe i ljude koji ju okružuju na nov, drugačiji način. Pod velikim utjecajem modne fotografije, Goldin i njezini prijatelji su međusobno sebi pozirali. Često su isprobavali odjeću suprotnog spola; ovo rano eksperimentiranje dovelo je Goldin do fasciniranosti prema nejasnoj granici koja dijeli spolove.
Preko Armstronga, Goldin se upoznala s bostonskom transvestitskom supkulturom te noćnim klubom The Other Side, gdje je fotografirala natjecanje transvestita (drag queen) u ljepoti tijekom ranih 70-ih te se sprijateljila s mnogo transvestita. Goldin je tražila način da izravno i bez predrasuda prikaže svoje objekte fotografiranja; vidjela je transvestizam kao drugačiji način prikazivanja i ojačala je tu ideju fotografiranjem svojih prijatelje u punoj transvestitskoj opremi, kao i u svim stadijima preobrazbe u transvestita. Na fotografijama kao što su "Dave u ulici Grove" (David at Grove Street, Boston, 1972.), "Ivy nosi jesen" (Ivy Wearing a Fall, Boston, 1972.) i "Kenny se šminka" (Kenny Putting on Make-up, Boston, 1973.). Goldin portretira svoje prijatelje u raznim stadijima prerušavanja u transvestite.
Na prvim dvjema likovi odlučno zure u gledatelja, ponosni na svoju transformaciju, ali opet skrećući nam pažnju na osjetljivu granicu između muškog i ženskog.  Na trećoj fotografiji Kenny je prikazan potpuno preokupiran svojom ljepotom, pozorno se koncentrirajući da stvori alternativnu verziju samoga sebe u zrcalu. Kroz ove portrete, kao i kroz mnoge druge portrete svojih školskih kolega i prijatelja, Goldin ilustrira metež i nemarnost vremena u kojem je stvarala svoju umjetnost.
Tijekom ovog perioda nastavila je tijek svog školovanja u Školi za likovnu umjetnost u Bostonu. Ovaj prijelaz obilježava i promjenu u njezinom fotografskom stilu. Prije je koristila samo crno-bijeli film, snimajući uglavnom dostupnim izvorima svjetla (s iznimkom nekoliko fotografija nastalih u The Other Side za koje je koristila blic). Uskoro je počela eksperimentirati s bojom, što će postati integralni dio njenog fotografskog stila. Uvođenje blica također je pridonijelo prepoznatljivosti njezinog stila. Rijetko radeći na prirodnom svijetlu, Goldin osvjetljuje svoje objekte prikazivanja opreznom uporabom blica koji naglašava njezine snažne vibrantne boje. Ona stvara svijetle, duboke nijanse otiskivanjem 35-milimetarskog filma fotografskom tehnikom poznatom pod imenom cibachrome. Dok se uobičajeni c-type printovi rade otiskivanjem negativa u boji, cibachrome printovi su fotografije otisnute s dijapozitiva. Ovaj proces omogućuje fotografu da prikaže optimalne boje te uvelike pridonosi oštrini i jasnoći kvalitete boje na printovima Nan Goldin.
Preseljenje u Bowery u New York Cityju 1978. godine obilježilo je ogromnu promjenu u njenom životu, i u karijeri i u privatnom životu. Njene fotografije iz ovog perioda reflektiraju njezin tadašnji način života. Prekomjerno konzumiranje droge i alkohola i nasilne veze bili su često prisutni u Goldininom krugu prijatelja. Goldin je izjavila: Vjerujem da čovjek treba stvarati iz onoga što zna i govoriti o svom plemenu… Možeš govoriti s potpunim razumijevanjem i suosjećanjem samo o onome što si iskusio.
Sukladno sa svojim uvjerenjem, Goldin je dokumentirala sve - od pijanih zabava, dobrih i loših veza do posljedica premlaćivanja, što je pridonijelo snažnom prikazu portreta njezinog bliskog kruga prijatelja. U ranim 80-ima te su fotografije bile prikazivane kao dijapozitivi tijekom njezinih, sada već prepoznatljivih slide prezentacije. Kao kombinacija fotografija i glazbe, te su se prezentacije u početku prikazivale u punk rock klubovima New Yorka kako bi njezini prijatelji (ujedno i subjekti prikazivanja) mogli vidjeti fotografije na kojima su portretirani. Tin Pan Alley je bilo jedno od najčešćih mjesta za takve događaje, koje je prikladno pružalo radni prostor nadolazećim umjetnicima poput Kiki Smith, Cookie Mueller i Barbare Ess. Prezentacija, kasnije nazvana The Ballad of Sexual Dependency ("Balada o seksualnoj ovisnosti"), koju su činile fotografije u boji osvijetljene blicom, se u to vrijeme prikazivala 45 minuta. Kako se Goldin razvijala kao umjetnica, prezentacija se također mijenjala - pridodavano je još fotografija i mijenjale su se pjesme. Unatoč promjenama u sadržaju showa, sačuvala se primarna atmosfera intimnosti i njezin je intenzivan stil prikazivao čistu emociju. Goldin je 1986. počela putovati te izlagati svoj rad u inozemstvu. "Balada o seksualnoj ovisnosti" bila je prikazivana na Edinburškom i na Berlinskom filmskom festivalu.
Do 1988. godine ovisnost o drogi i alkoholu počela je utjecati na njezin život i rad te se Goldin prijavila u kliniku za odvikavanje. Iako je i prije eksperimentirala s autoportretiranjem, tijekom vremena provedenog u klinici nastao je značajan broj njezinih autoportreta. Fotografije poput "Moje sobe u kućici" (My Bedroom at the Lodge), "Autoportreta ispred klinike" (Self-portrait in front of clinic), i "Autoportreta s čudom" (Self-portrait with milagro) otkrivaju introspektivnu Goldin.
Tijekom ovog perioda Goldin se suočila s još jednim udarcem u privatnom životu: mnogo je njezinih bliskih prijatelja umiralo od AIDS-a, tada relativno nove bolesti. Možda najvažnija od njih bila je Cookie Mueller, prijateljica od 1976. kada ju je Goldin počela fotografirati. Goldin je napravila niz od 15 fotografija, Cookinih porteta (The Cookie Portfolio) koje variraju od onih nastalih na zabavama do onih na Cookinom sprovodu 1989. godine. U sljedećih nekoliko godina Goldin je nastavila portretirati svoj sve manji krug prijatelja, od kojih su mnogi bili oboljeli od AIDS-a. Među tim fotografijama se ističu  Gotscho + Gilles, Alf Bold Grid i The Positive Grid. Goldin je te fotografije izlagala na mnogobrojnim izložbama u SAD-u i u svijetu te je provela godinu dana u Berlinu na temelju njemačke DAAD stipendije.
Godine 1994. Goldin je, zajedno s dugogodišnjim najboljim prijateljem Davidom Armstrongom surađivala na knjizi fotografija A Double Life ("Dvostruki život"). Sastavljena od Armstrongovih i njezinih fotografija, knjiga prikazuje različitosti njihovih stilova fotografiranjem iste osobe, a među ostalim i međusobno portretiranje.
Godine 1995. izložba u Institutu suvremene umjetnosti u Bostonu je okupila Goldin, Armstronga te njihove kolege i prijatelje fotografe među kojima su bili i Philip-Lorca DiCorcia, Mark Morrisroe, Jack Pierson te nekoliko drugih pod imenom The Boston School (Bostonska škola). Ime je ostalo i od tada se odnosi na ove umjetnike.
Godine 1996. godine The Whitney Museum of American Art izložio je retrospektivu njezinih radova pod nazivom I'll Be Your Mirror ("Bit ću tvoje zrcalo"). Retrospektiva je uključivala radove iz svakog perioda njezine karijere te je prikazala i verziju "Balade o seksualnoj ovisnosti".
Među njenim radovima iz prošloga desetljeća ističu se fotografije mladih supkulture Tokija, uključujući i suradnju s japanskim fotografom Nobuyoshijem Arakijem. Tada nastaju fotografije njujorških nebodera, zanimljivih krajolika, ljubavnika, djece i obiteljskog života.
Godine 2003. Goldin izdaje knjigu od 500-injak stranica pod naslovom The Devil’s Playground ("Đavolje igralište" ). Ova knjiga sadrži fotografije iz serija Still on Earth (1997. – 2001.), 57 Days (2000.) i Elements (1995. – 2003.), od kojih mnoge nisu prethodno objavljivane. Fotografije su grupirane po tematskim poglavljima i između njih su umetnuti tekstovi, pjesme i stihovi poznatih autora –  među njima se nalaze i Nick Cave, Catherine Lampert, Cookie Mueller i Richard Price.
Rad i umjetnost Nan Goldin nastavljaju se razvijati zajedno s njezinim životom. Kao što sama Nan Goldin kaže: "Moj se rad mijenja kako se i ja mijenjam. Mislim da se umjetnikov rad mora mijenjati, u suprotnom postaješ vlastita replika."

## Tiskana izdanja
- The Ballad of Sexual Dependency, Aperture, 1986. ISBN 978-0-89381-236-2
- Cookie Mueller (katalog izložbe), Pace/MacGill Gallery, New York, 1991.
- The Other Side, Perseus Distribution Services, 1993. ISBN 1-881616-03-7
- Vakat. Watler Konig, Köln, 1993.
- Desire by Numbers, Artspace, San Francisco, 1994.
- A double life, Zürich: Scalo Publishers, 1994.
- Tokyo Love, Hon don do, Tokio, 1994.
- The Golden Years (katalog izložbe), Yvon Lambert, Pariz, 1995.
- I'll Be Your Mirror (katalog izložbe), Zürich: Scalo Publishers, 1996. ISBN 978-3-931141-33-2
- Love Streams (katalog izložbe), Yvon Lambert, Pariz, 1997.
- Emotions and Relations (katalog izložbe), Taschen, Köln, 1998.
- Ten Years After: Naples 1986-1996, Zurich: Scalo Publishers, 1998. ISBN 978-3-931141-79-0.
- Couples and Loneliness, Korinsha Press, Tokio, 1998.
- Nan Goldin: Recent Photographs, Contemporary Arts Museum, Houston, 1999.
- Nan Goldin, 55, Phaidon Press, London, 2001. ISBN 978-0-7148-4073-4
- Devils Playground, Phaidon Press, 2003. ISBN 978-0-7148-4223-3
- Soeurs, Saintes et Sibylles, Editions du Regard, 2005. ISBN 978-2-84105-179-3
- The Beautiful Smile, Steidl, 2007. ISBN 978-3-86521-539-0
- Variety: Photographs by Nan Goldin, Skira Rizzoli, 2009. ISBN 978-0-8478-3255-2
- Eden and After, Phaidon, 2014. ISBN 978-0714865775

## Izložbe
- "Balada seksualne ovisnosti" (The Ballad of Sexual Dependency), Les Rencontres d'Arles, screening, 1987.
- "Nan Goldin", Les Rencontres d'Arles, izložba, 1987.
- "Balada seksualne ovisnosti" (The Ballad of Sexual Dependency), Théâtre Antique, Les Rencontres d'Arles, izložba i screening, 1997.
- "Balada seksualne ovisnosti" (The Ballad of Sexual Dependency),  izložba i screening, kao počasna gošća na festivalu Les Rencontres d'Arles, 2009.

## Nagrade i priznanja
Goldin je primila niz nagrada za svoje radove:  "Englehard Award" Instituta za Suvremenu umjetnost u Bostonu (1986.), "Nagradu za fotografsku knjigu godine" na festivalu Rencontres d'Arles (1987.), nagradu "Camera Austria" za suvremenu fotografiju (1989.), nagradu "Mother Jones Documentary Photography"(1990.), nagradu zaklade Louis Comfort Tiffany (1991.) te internacionalnu "Hasselblad Award" iz fotografije zaklade Hasselblad (2007.). Goldin je 2006. godine primljena u francusku Legiju časti, a 2012. godine dodijeljena joj je 53. Edward MacDowell medalja koju dodjeljuje umjetnička kolonija MacDowell za izvanredan doprinos u umjetnosti.

## Vanjske poveznice
- Adam Mazur, Paulina Skirgajllo-Krajewska. Intervju s Nan Goldin
- Nan Goldin, Galerija Matthew Marks  Arhivirana inačica izvorne stranice od 20. rujna 2020. (Wayback Machine)
- Slijepčević, Branka. Nan Goldin - Divlje zone srca  Arhivirana inačica izvorne stranice od 25. listopada 2008. (Wayback Machine)
- Nan Goldin  Arhivirana inačica izvorne stranice od 2. veljače 2014. (Wayback Machine), Fotografija.hr, 16. travnja 2010.